# Vuoskojärvi (ort)
Vuoskojärvi är en bebyggesle i utkanten av Gällivare i Gällivare kommun i Norrbottens län. Vuoskojärvi ligger vid tätortens nordvästra spets och har fått sitt namn av sjön Vuoskojärvi som ligger strax västerut. Här finns ett industriområde med planerad utökning.
SCB räknade år 1990 Vuoskojärvi som en småort med benämningen Malmberget och med noteringen "Del av tätorten Malmberget". Småorten uppgavs då ha 79 invånare och omfattade 6 hektar och bestod huvudsakligen av villabebyggelse längs Blockvägen. Till nästa avgränsning, år 1995, hade småorten växt samman med i tätorten Gällivare. Från 2015 räknas bebyggelsen åter som en egen småort för att 2023 åter klassas som del av tätorten Gällivare